# Senoncourt-les-Maujouy
Senoncourt-les-Maujouy là một commune thuộc tỉnh Meuse trong vùng Grand Est đông nam nước Pháp.